# Bradley Weiss
Bradley Weiss né le 21 mars 1989 à Somerset West est un triathlète professionnel sud-africain, double champion du monde de Xterra Triathlon en 2017 et 2019.

## Palmarès
Le tableau présente les résultats les plus significatifs (podium) obtenus sur le circuit international de triathlon depuis 2015.
| Année | Compétition                        | Pays           | Position          | Temps           |
| ----- | ---------------------------------- | -------------- | ----------------- | --------------- |
| 2019  | Championnat du monde Xterra - Maui | États-Unis     | Médaille d'or     | 2 h 33 min 40 s |
| 2019  | Ironman 70.3 Afrique du Sud        | Afrique du Sud | Médaille d'or     | 4 h 9 min 19 s  |
| 2018  | Championnat du monde Xterra - Maui | États-Unis     | Médaille d'argent | 2 h 53 min 17 s |
| 2018  | Xterra Allemagne                   | Allemagne      | Médaille d'or     | 2 h 32 min 34 s |
| 2018  | Xterra Philippines                 | Philippines    | Médaille d'or     | 2 h 16 min 28 s |
| 2017  | Championnat du monde Xterra - Maui | États-Unis     | Médaille d'or     | 2 h 32 min 10 s |
| 2017  | Xterra Danemark                    | Danemark       | Médaille d'or     | Timing          |
| 2017  | Xterra Philippines                 | Philippines    | Médaille d'or     | Timing          |
| 2016  | Xterra Afrique du Sud              | Afrique du Sud | Médaille d'or     | Timing          |
| 2015  | Xterra Philippines                 | Philippines    | Médaille d'or     | Timing          |

## Voir Aussi